# Kotoka nemzetközi repülőtér
A Kotoka nemzetközi repülőtér Accra város és Ghána legnagyobb nemzetközi repülőtere. A repülőtér a Ghana International Airlines ghánai légitársaság otthona. A repülőtér a Ghánai Légierő bázisrepülőtere is.

## Fekvése
Az ország déli részén, a tengerparttól 5 km-re északra, Accra központjától mintegy 7 km-re északkeletre helyezkedik el. Lakóépületekkel erősen körbeépített területen van, Accrától északra kell elindulni a repülőtér felé.

## Története
A repülőtér 1967 óta viseli a Kotoka nemzetközi repülőtér nevet. A repülőtér 2022-ben 2 805 347 utast fogadott.

## Forgalom
Az utasforgalom az elmúlt években az alábbi módon változott:
| Utasok száma | 1 065 998 | 1 186 557 | 1 387 741 | 1 930 436 | 2 547 527 | 2 350 118 | 2 504 804 | 3 019 000 | 2 109 627 | 2 805 347 |
|              | 2007      | 2008      | 2010      | 2011      | 2014      | 2015      | 2017      | 2019      | 2021      | 2022      |

## Légitársaságok és célállomások
A repülőtérre az alábbi légitársaságok üzemeltetnek járatokat (zárójelben a célállomások):
- Aero Contractors (Lagosz)
- Afriqiyah Airways (Tripoli, Abidjan, Lomé, Lagosz)
- Air Ivoire (Abidjan, Lomé, Cotonou)
- Antrak Air (Cotonou, Kumasi, Tamale, Ougadougou, Sunyani)
- Astraeus (London-Gatwick)
- Bellview Airlines (Lagosz, Abidjan, Monrovia, Freetown, Dakar, Banjul, Conakry)
- British Airways (London-Heathrow)
- Delta Air Lines (New York-JFK)
- EgyptAir (Lagosz, Kairó)
- Emirates (Dubai, Abidjan)
- Ethiopian Airlines (Addisz-Abeba, Lagosz, Lomé)
- Ghana International Airlines (Johannesburg, London-Gatwick, Lagosz)
- Kenya Airways (Nairobi, Freetown, Monrovia)
- KLM (Amszterdam)
- Lufthansa (Lagosz, Frankfurt)
- Middle East Airlines (Bejrút, Abidjan, Kano, Lagosz)
- North American Airlines (Baltimore/Washington, New York-JFK)
- Royal Air Maroc (Casablanca, Abidjan)
- Slok Air International (Monrovia, Freetown, Banjul, Dakar, Libreville)
- South African Airways (Johannesburg, Abidjan)
- Virgin Nigeria (Lagosz)